# Правило Бергмана
Пра́вило Бе́ргмана — закономірність зміни розмірів тварин у зв'язку зі змінами температурного фактора.
Правило було встановлено Карлом Бергманом в 1847 році. Згідно з цим правилом, у тварин одного виду або групи близьких видів розміри тіла більші у холодних частинах ареалу та менші — у теплих (розмір тіла збільшується з географічною широтою).

## Пояснення
Поясненням цього правила є той факт, що у тварин загальна теплопродукція залежить від об'єму тіла, а швидкість тепловіддачі — від площі її поверхні. При збільшенні розмірів організмів об'єм тіла зростає швидше, ніж поверхня.
Тому види, які мешкають у холодних регіонах (наприклад, білі ведмеді, кити), мають, як правило, великі розміри, тоді як мешканці спекотних країн (наприклад, більшість комахоїдних ссавців) зазвичай менші за розміром.
Приклад правила Бергмана у межах одного виду: амурська форма тигру з Далекого Сходу більша за суматранську з Індонезії. У вовка на о. Таймир довжина тіла досягає 137 см, маса — 49 кг, тоді як у монгольського — 120 см та 40 кг відповідно.
Звичайно, в приполярних областях мешкають дрібні ссавці, а у спекотних країнах — справжні гіганти, але у цих випадках у них спостерігаються додаткові пристосування для збереження або розсіювання тепла. Наприклад, дрібні ссавці помірних та приполярних широт відрізняються колосальним апетитом, який дозволяє їм підтримувати високу інтенсивність метаболізму. У них короткі виступаючі частини тіла (вуха, кінцівки), що зменшує тепловіддачу, а взимку вони вимушені впадати у сплячку. Великі ссавці спекотних країн, такі як слони та бегемоти, стикаються з протилежними проблемами. Слонам допомагають великі вушні раковини, багаті на кровоносні судини. Постійно рухаючи вухами, слон збільшує тепловіддачу шляхом випромінювання та конвекції. Бегемоти позбавлені потових залоз та вони використовують таку ж поведінкову стратегію, як і крокодили — переміщуються то на суходіл, то у воду, щоб зменшити вплив коливань температури.
Правило Бергмана справедливе також для залежності розмірів тіла тварин від висоти місцевості.
Правило Бергмана певною мірою може бути застосовано також до людини. Однак через різницю у різних місцях у харчуванні та звичаях, міграції та дрейф генів між популяціями виникають обмеження для застосування цього правила.